# Health coaching
Lo Health Coaching, conosciuto anche come Wellness Coaching, è un processo che facilita un percorso di salute, un'attitudine al comportamento sostenibile, attraverso una sfida che invita il coachee ad ascoltare la propria saggezza interiore, identificare i valori trasformando i suoi obiettivi in azioni concrete. L'Health Coaching si basa sui principi della psicologia positiva, su pratiche di interviste motivazionali e definizione degli obiettivi. I termini Health Coaching e Wellness Coaching sono usati in modo intercambiabile.

## Origini
In origine il coaching implicava inizialmente una conversazione dove una persona ascoltava e consigliava un'altra persona su qualsiasi argomento. Durante la storia questo termine è stato usato nell'educazione, nello sport e nella musica. Tim Gallwey, nel suo libro The Inner Game of Tennis, ha cambiato la prospettiva del coaching , cambiando il focus di questa disciplina. Anziché insegnare una qualsiasi tecnica o un'abilità,  il suo processo invita gli individui ad esplorare la loro forza e saggezza interiore,  incrementando la consapevolezza personale e provocando cambiamenti che partono dalla propria interiorità. L'Health Coaching è utilizzato in varie discipline come la psicologia, il servizio sociale, l'assistenza infermieristica, la filosofia orientale, la salute olistica e nei campi della gestione del benessere.  L'Health Coaching affonda le sue radici nella cura degli alcolisti da parte della psicologia. Dai primi anni 90 The National Institute on Alcohol Abuse and Alcoholism conduce alcuni studi che comparano diversi metodi di approccio all'alcolismo. Tra questi: la terapia cognitivo-comportamentale, il programma a dodici step, simile a quello degli Alcolisti Anonimi e i colloqui motivazionali.
I risultati hanno dimostrato che nonostante fossero tutti ugualmente efficaci, i colloqui motivazionali si dimostravano più convenienti e tempestivi nel raggiungimento dei risultati desiderati.
Grazie al successo di questo e di altri progetti, i ricercatori sono stati profondamente incentivati ad utilizzare questo approccio e a studiare come il suo uso possa influenzare il cambiamento dell'approccio alla salute in persone con malattie croniche. Gli studi possono proseguire in questo campo, dal momento che questo è un approccio relativamente nuovo per molti operatori sanitari.

## Il processo di Health Coaching

### Stabilire la relazione
La procedura inizia con la costruzione di un rapporto tra coach e coachee. Caratteristiche essenziali per l'edificazione del rapporto comprendono la spontaneità, il contatto visivo, una energia positiva, il calore emotivo, un buon timbro di voce, un sentimento di contatto, un fare rassicurante e rilassato nello scambio, un ascolto consapevole; il linguaggio e la gestualità fisica in generale devono presentarsi positivamente. Il rapporto è fondamentale per la sessione iniziale di guida, ma deve anche essere sostenuto in ogni singola sessione. Nonostante l'importanza di questo stretto rapporto, una guida può anche evitare di entrare troppo in intimità con il fruitore. Diventare troppo intimo con il fruitore potrebbe essere di ostacolo ai riscontri positivi del processo di guida, così come essere troppo legati emotivamente, avere secondi fini e cadere in ipotesi basate su rapporti personali o di esperienza.

### Intervista motivazionale
Una volta che un coach ha stabilito la relazione, è essenziale costruire efficienti strategie di comunicazione. Un buon strumento utilizzato nell'Health Coaching e in altri ambiti clinici è l'intervista motivazionale. La base per il supporto di questo metodo risiede nel colloquio motivazionale che fornisce l'input per modellare la conoscenza acquisita in modo da esser spinti a perseguire un concreto cambiamento di comportamento.

### Visione di benessere
Una visione di benessere è una dichiarazione creativa da parte del coachee che rivela il suo/la sua massima potenzialità e può includere ambiti fisici, emotivi, sociali e finanziari della propria vita. Una nuova visione della vita consente di vedere nuove possibilità con una direzione specifica e chiara, che può essere manifestata attraverso la creatività, la saggezza e il potere interiore. Essa permette di attivare la loro immaginazione; pensare, sentire, parlare e, infine, vedere la realizzazione del loro potenziale più alto che si manifesta. Una visione di benessere è  uno strumento che il coach usa per aiutare il coachee ad andare verso nuovi livelli di star bene, connettendo il coachee attraverso verità e saggezza.

### Stabilire gli obiettivi
La manifestazione di goal setting si manifesta attraverso la definizione degli obiettivi. La definizione degli obiettivi è una tecnica collaborativa di modifica del comportamento utilizzata tra il coach e il coachee. Durante i colloqui motivazionali si determinano i punti di forza, valori e desideri e la visione del coachee vuole esser messa in atto; gli obiettivi specifici sono impostati in modo che il coachee sia in grado di muoversi nella direzione dei suoi desideri recenti.
Obiettivi che promuovono il cambiamento del comportamento attraverso un processo di collaborazione, richiedono che l'allenatore abbia un piano per seguire e valutare i progressi. Il coach può aiutare il coachee a concentrarsi sull'obiettivo che il coachee ha, anche se l'obiettivo non è stato raggiunto. Valutare i punti di forza è cosa possa aiutare il coachee a muoversi nella direzione desiderata. Il feedback positivo aiuta il coachee a progredire senza alcun dialogo interiore negativo, ambivalenza, o altri ostacoli. Promuovere i principi della psicologia positiva e stabilire obiettivi attraverso il processo di intervista motivazionale è un meccanismo che  aiuta il coach a supportare il coachee a incrementare l'auto-efficacia, supportando un apprendimento sostenibile.